# Riverside (Washington)

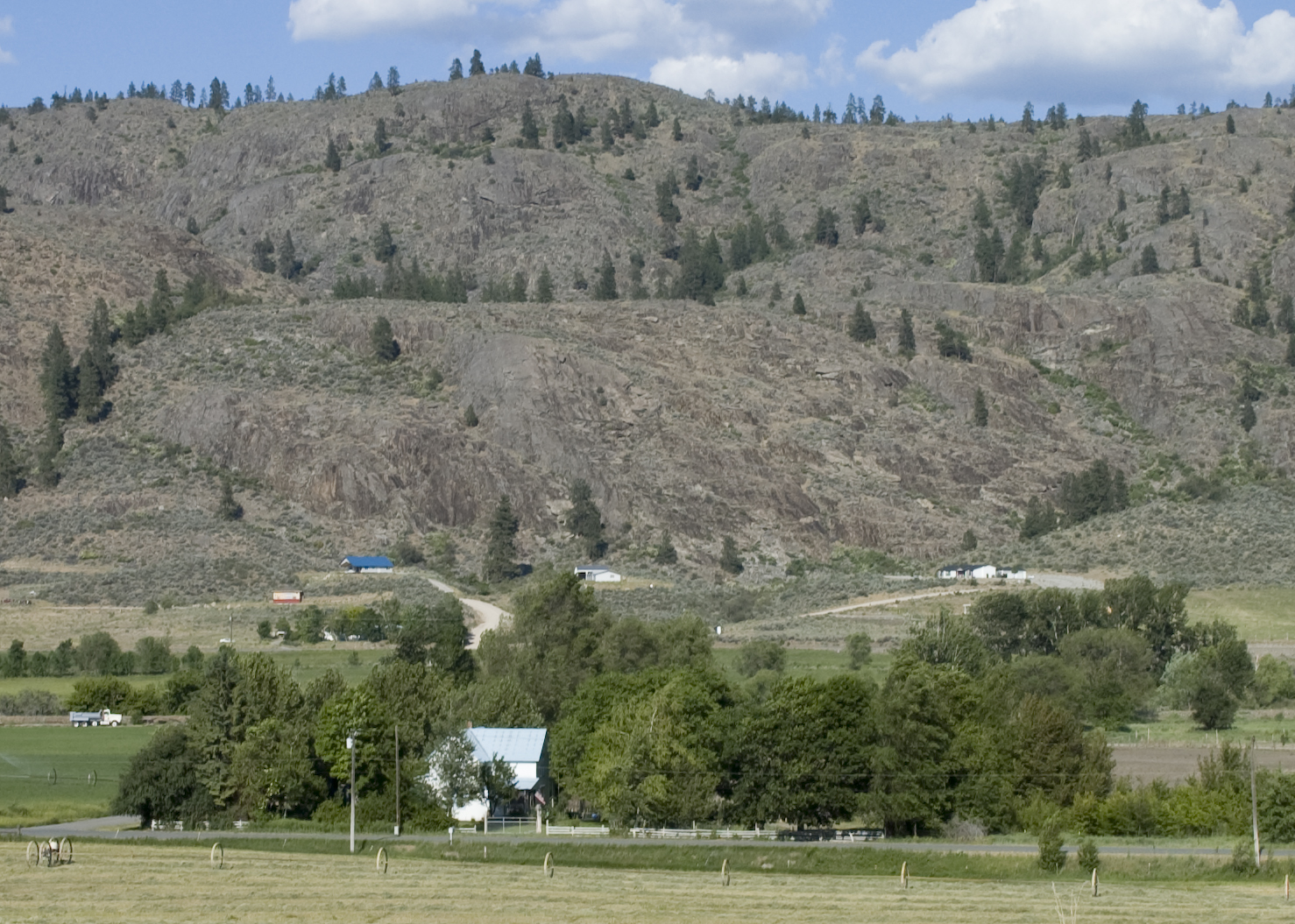
Farm und kahle Hügel nahe Riverside

Riverside ist eine Kleinstadt (Town) im Okanogan County im US-Bundesstaat Washington. Das U.S. Census Bureau hat bei der Volkszählung 2020 eine Einwohnerzahl von 329 ermittelt.

## Geschichte
Riverside wurde in den 1880er Jahren zuerst von Uriah Ward besiedelt. Als Dampfboote begannen, den Okanogan River aufwärts zu fahren, war Riverside die am weitesten flussaufwärts gelegene Station während der Hochwassersaison.  Riverside wurde offiziell am 22. Dezember 1913 als Gebietskörperschaft anerkannt.

## Geographie
Nach dem United States Census Bureau nimmt die Stadt eine Gesamtfläche von 2,56 Quadratkilometern ein, wovon 2,51 Quadratkilometer Land- und der Rest Wasserflächen sind. Gelegentlich als Teil von Greater Omak angesehen, befindet sich der Omak Airport auf dem Gebiet von Riverside.

## Demographie
| Jahr | Einwohner¹ |
| ---- | ---------- |
| 1920 | 209        |
| 1930 | 218        |
| 1940 | 192        |
| 1950 | 149        |
| 1960 | 201        |
| 1970 | 228        |
| 1980 | 243        |
| 1990 | 223        |
| 2000 | 348        |
| 2010 | 280        |
| 2020 | 329        |

¹ 1920–2020: Volkszählungsergebnisse

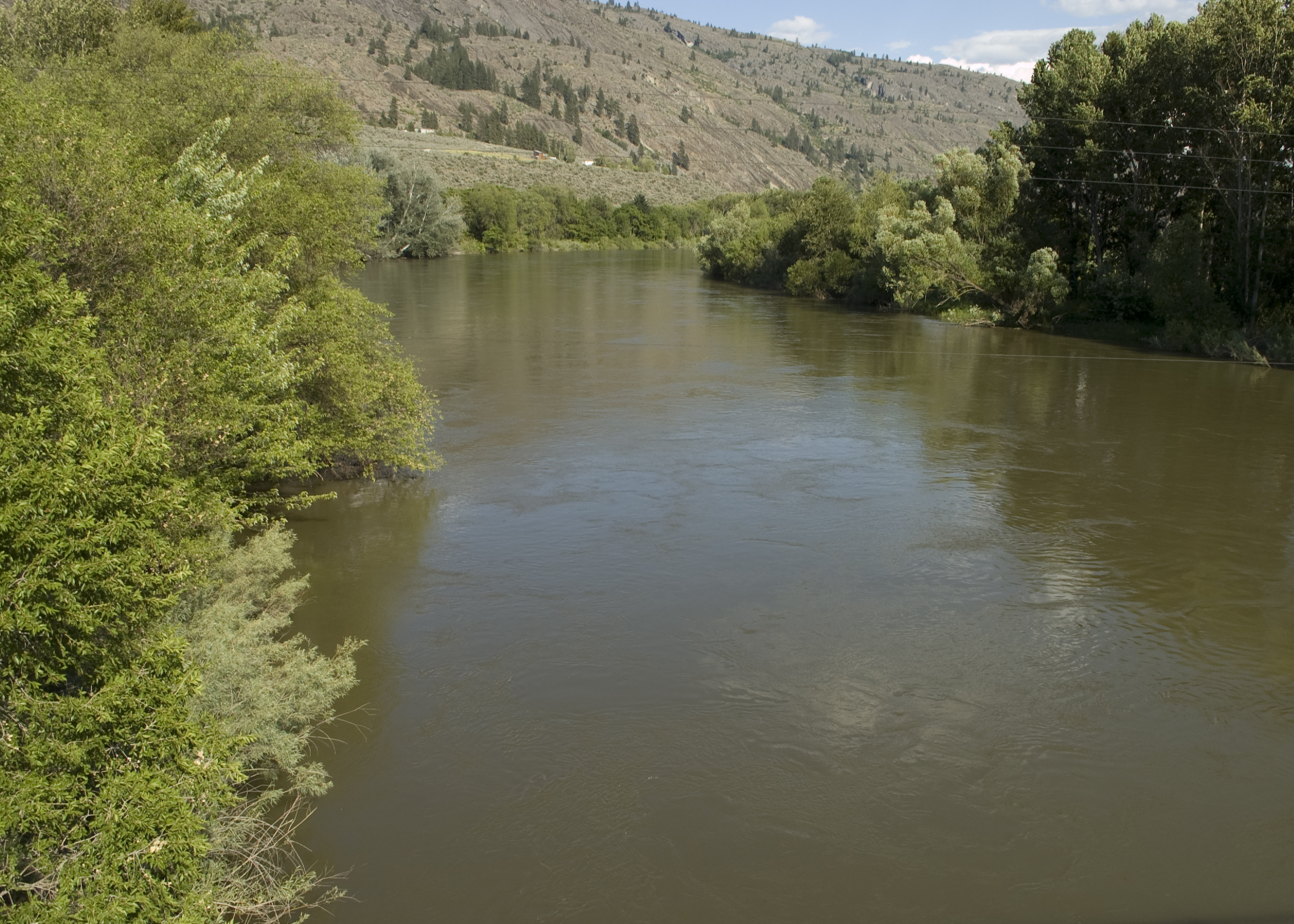
Der Okanogan River in Riverside.

### Census 2000
Nach der Volkszählung von 2000 gab es in Riverside 348 Einwohner, 143 Haushalte und 95 Familien. Die Bevölkerungsdichte betrug 151 pro km². Es gab 153 Wohneinheiten bei einer mittleren Dichte von 66,4 pro km².
Die Bevölkerung bestand zu 90,52 % aus Weißen, zu 0,29 % aus Afroamerikanern, zu 5,17 % aus Indianern, zu 0,29 % aus Asiaten, zu 1,15 % aus anderen „Rassen“ und zu 2,59 % aus zwei oder mehr „Rassen“. Hispanics oder Latinos „jeglicher Rasse“ bildeten 2,87 % der Bevölkerung.
Von den 143 Haushalten beherbergten 30,1 % Kinder unter 18 Jahren, 49 % wurden von zusammen lebenden verheirateten Paaren, 11,9 % von alleinerziehenden Müttern geführt; 32,9 % waren Nicht-Familien. 24,5 % der Haushalte waren Singles und 11,9 % waren alleinstehende über 65-jährige Personen. Die durchschnittliche Haushaltsgröße betrug 2,43 und die durchschnittliche Familiengröße 2,93 Personen.
Der Median des Alters in der Stadt betrug 39 Jahre. 26,7 % der Einwohner waren unter 18, 5,7 % zwischen 18 und 24, 27,9 % zwischen 25 und 44, 21,3 % zwischen 45 und 64 und 18,4 65 Jahre oder älter. Auf 100 Frauen kamen 105,9 Männer, bei den über 18-Jährigen waren es 104 Männer auf 100 Frauen.
Alle Angaben zum mittleren Einkommen beziehen sich auf den Median. Das mittlere Haushaltseinkommen betrug 23.125 US$, in den Familien waren es 28.250 US$. Männer hatten ein mittleres Einkommen von 28.750 US$ gegenüber 19.375 US$ bei Frauen. Das Pro-Kopf-Einkommen betrug 11.297 US$. Etwa 12,9 % der Familien und 18,4 % der Gesamtbevölkerung lebte unterhalb der Armutsgrenze; das betraf 24,4 % der unter 18-Jährigen und 9,2 % der über 65-Jährigen.

### Census 2010
Nach der Volkszählung von 2010 gab es in Riverside 280 Einwohner, 128 Haushalte und 78 Familien. Die Bevölkerungsdichte betrug 111,5 pro km². Es gab 154 Wohneinheiten bei einer mittleren Dichte von 61,3 pro km².
Die Bevölkerung bestand zu 87,1 % aus Weißen, zu 7,5 % aus Indianern, zu 1,8 % aus anderen „Rassen“ und zu 3,6 % aus zwei oder mehr „Rassen“. Hispanics oder Latinos „jeglicher Rasse“ bildeten 6,4 % der Bevölkerung.
Von den 128 Haushalten beherbergten 23,4 % Kinder unter 18 Jahren, 45,3 % wurden von zusammen lebenden verheirateten Paaren, 10,9 % von alleinerziehenden Müttern und 4,7 % von alleinstehenden Vätern geführt; 39,1 % waren Nicht-Familien. 32,8 % der Haushalte waren Singles und 10,9 % waren alleinstehende über 65-jährige Personen. Die durchschnittliche Haushaltsgröße betrug 2,17 und die durchschnittliche Familiengröße 2,68 Personen.
Der Median des Alters in der Stadt betrug 47 Jahre. 20 % der Einwohner waren unter 18, 5,7 % zwischen 18 und 24, 21,8 % zwischen 25 und 44, 30,4 % zwischen 45 und 64 und 22,1 65 Jahre oder älter. Von den Einwohnern waren 50 % Männer und 50 % Frauen.